# 세종특별자치시 부교육감
세종특별자치시 부교육감(世宗特別自治市 副敎育監)은 세종특별자치시교육감을 보좌하여 세종특별자치시교육청의 행정 사무를 담당하는 고위공무원이다.
부교육감은 나급 상당의 일반직 고위공무원으로 보한다.

## 역대 교육감
| 대수 | 이름   | 임기                               | 비고                                 |
| ---- | ------ | ---------------------------------- | ------------------------------------ |
| 1대  | 전우홍 | 2012년 7월 1일 ~ 2014년 12월 29일  | 2013년 8월 28일부터 교육감 권한 대행 |
| 2대  | 이진석 | 2014년 12월 30일 ~ 2016년 3월 23일 |                                      |
| 3대  | 주명현 | 2016년 3월 24일 ~ 2016년 8월 31일  |                                      |
| 4대  | 이승복 | 2016년 9월 1일 ~ 2019년 1월 18일   |                                      |
| 5대  | 류정섭 | 2019년 1월 18일 ~ 2021년 4월       |                                      |
| 6대  | 최은희 | 2021년 4월 ~ 2022년 10월           |                                      |
| 7대  | 정병익 | 2022년 10월 ~ 2024년 7월           |                                      |
| 8대  | 천범산 | 2024년 7월 ~                       |                                      |